# Episinus bicornis
Episinus bicornis är en spindelart som först beskrevs av Tord Tamerlan Teodor Thorell 1881.  Episinus bicornis ingår i släktet Episinus och familjen klotspindlar.
Artens utbredningsområde är Queensland. Inga underarter finns listade i Catalogue of Life.